# La Haye-Aubrée
La Haye-Aubrée é uma comuna francesa na região administrativa da Normandia, no departamento de Eure. Estende-se por uma área de 7,47 km². Em 2010 a comuna tinha 473 habitantes (densidade: 63,3 hab./km²).